# Thomas Wassberg
Lars Thomas Wassberg, född 27 mars 1956 i Lennartsfors i Värmland, är en svensk tidigare längdskidåkare. Han deltog under karriären i fyra olympiska spel (fyra medaljer, alla guld) samt tre världsmästerskap (sju medaljer, varav tre guld). 1980 belönades han både med Holmenkollenmedaljen och Svenska Dagbladets guldmedalj.

## Biografi

### Skidkarriär
Thomas Wassberg gick på skidgymnasium i Järpen, och slutade på andra och fjärde plats på 50 respektive 15 kilometer som 20-åring vid världscupdeltävlingar i Lahtis i Finland under för-VM-tävlingar 1977. På grund av ett brutet ben missade han VM i Lahtis 1978. 1980 tilldelades Wassberg Svenska Dagbladets guldmedalj, men han vägrade ta emot den i protest mot att skidåkaren Sven-Åke Lundbäck inte tilldelades medaljen 1978. Först i december 2013 accepterade han att ta emot priset. Han mottog också Holmenkollenmedaljen 1980.
Wassberg var också inblandad i en historisk spurtstrid om guldmedaljen i tävlingen på 15 kilometer vid olympiska vinterspelen i Lake Placid 1980. Wassberg besegrade finländske skidåkaren Juha Mieto med minsta möjliga marginal, en hundradels sekund (0,01 sek). Han föreslog att guldmedaljen skulle delas i två delar, men Mieto motsatte sig detta. Den snäva segermarginalen 1980 gav upphov till regeländringar. Det beslutades att minsta marginal någon kan vinna med i längdåkning ska vara en tiondel (0,1) sekund. Skulle två åkare hamna på samma tiondel, delas placeringen. 
Thomas Wassberg blev svensk mästare på 15 kilometer 1979, 1980, 1982 och 1983, på 30 kilometer 1979, 1980 och 1981 samt på 50 kilometer 1980. Han blev även svensk mästare på 3x10 kilometer med Åsarna IK 1980–1983, 1985 samt 1987 och 1988.
I olympiska sammanhang slutade han på 15:e plats på 15 kilometer 1976, och blev mästare på 15 kilometer 1980 samt 4:a på 30 kilometer samt samma år. 1984 blev han mästare på 50 kilometer och slutade på 14:e plats på 30 kilometer. 1988 slutade han på 42:a plats på 30 kilometer. I olympiska stafettsammanhang ingick han i det svenska lag som slutade 4:a 1976 och 5:a 1980 samt tog guld 1984 och 1988. 1988 bar han även den svenska fanan.

### Efter skidkarriären
Efter karriären har Wassberg bland annat varit sportreporter på Sveriges Radio samt tränare för längdåkningsklubben Åsarna IK. Han deltog 2009 i "Mästarnas mästare" i Sveriges Television. Thomas Wassberg och Juha Mieto har på senare dagar åter mötts i uppvisningstävlingar, bland annat vid invigningen av skidtunneln i Torsby 2006 och i Östersund 2010. 
Vid kommunalvalet i Bergs kommun 2014 invaldes Thomas Wassberg utan att stå på någon valsedel som ersättare för Sverigedemokraterna, detta som ett resultat av att SD inte hade låst sina valsedlar vilket gjorde att det gick att personrösta på vem som helst i Sverigedemokraternas namn på blanka partivalsedlar. Han besatte dock inte mandatet.
Wassberg kom på tredje plats i dansprogrammet Let's Dance 2016 som sändes på TV4.

### Familj
Thomas Wassberg växte upp i Lennartsfors som son till Olof och Maj Wassberg, som var 19 respektive 18 år när han föddes. Han är sedan 2018 gift med Ulrike Wieser från Österrike. De har varit tillsammans sedan början av 1970-talet och har en son född 1987. 2013 blev paret dessutom fosterföräldrar till en ensamkommande flyktingpojke från Afghanistan, och 2015 ytterligare en.

## Meriter
Wassberg vann fyra OS-guld, tre VM-guld, tre VM-silver och ett VM-brons. 1977 vann han den då inofficiella världscupen sammanlagt. Dessutom åtta individuella SM-titlar, sju i stafett samt ytterligare 24 i lag (1979-88).

## Medverkan
- 2009 – Mästarnas mästare (TV-serie)
- 2016 – Let's Dance (TV-serie)
- 2019 – Över Atlanten (TV-serie)
- 2022 – The Island Sverige (TV-serie)
- 2024 – Race Across the World Sverige (TV-serie)